# Hypogastrura temarpurensis
Hypogastrura temarpurensis är en urinsektsart som beskrevs av Kaomud Tyagi och Usha Baijal 1982. Hypogastrura temarpurensis ingår i släktet Hypogastrura och familjen Hypogastruridae. Inga underarter finns listade i Catalogue of Life.